# توأم روحي (فلم)
توأم روحي فيلم رومانسي، مصري عرض في 19 أغسطس 2020. الفيلم من إخراج عثمان أبو لبن، وتأليف أماني التونسي، ومن بطولة حسن الرداد، وأمينة خليل، ورجاء الجداوي، وبيومي فؤاد، وحنان سليمان.

## ملخص القصة
تدور الأحداث في إطار رومانسي حول قصة حب قوية تجمع عمر وريم، ولكن القدر يدخل بينهما فتموت ريم غرقا في شهر العسل، ويصاب عمر بحالة نفسية صعبة، يلجأ على إثرها إلى طبيبة نفسية تحاول معالجته ومساعدته.

## طاقم التمثيل
- حسن الرداد:عمر (سيف-يس-زين-حسن)
- أمينة خليل:ريم (ليلى-كارمن-فرح-فيروز)
- عائشة بن أحمد:هنا (~-علياء-مي-ملك)
- رجاء الجداوي:الطبيبة
- حنان سليمان:فاطمة
- بيومي فؤاد:سمير
- نهال عنبر:أم ريم
- ممدوح الشناوي:أحمد
- ميرنا جميل:هند
- داليا شوقي:هند أخت عمر
- عزوز عادل:صالح
- أحمد عبد الهادي

بالإشتراك مع: بلال مجدي - احمد فرج- وليد السباعي- ياسمين سمير:زميلة عمر- هدير ممدوح- داليا أبو عميرة:مذيعة- محمد شهبندر- أحمد حلاوة:والد شخصية زين

## روابط خارجية
- مقالات تستعمل روابط فنية بلا صلة مع ويكي بيانات